# 600 Kilo pures Gold!
600 Kilo pures Gold! (Originaltitel: französisch 600 kilos d’or pur) ist ein französischer Abenteuerfilm von Éric Besnard aus dem Jahr 2010.

## Handlung
In Französisch-Guayana kauft das Unternehmen Canadian Gold illegal geschürftes Gold auf und verkauft es mit einer riesigen Gewinnspanne in die Schweiz. Der Hubschrauberpilot Virgil, der legale Goldgräber Lionel, der Canadian-Gold-Angestellte Rémi, der Restaurantbesitzer Georges und der Söldner Enzo tun sich zusammen, um von Canadian Gold 600 Kilo Gold zu rauben. Da das Unternehmen illegale Geschäfte macht, fühlen sie sich dabei im Recht.
Als bezahlte Killer Lionels Camp überfallen, werden er und alle seine Arbeiter getötet. Seine Frau Camille überlebt, doch ein korrupter Beamter entzieht ihr aus fadenscheinigen Gründen ihre Schürfrechte, so dass sie ihre Existenz verliert. Kurzentschlossen nimmt sie Lionels Platz bei dem geplanten Coup ein.
Sie fliegen mit einem Helikopter in die Nähe der Goldmine, wo sie zunächst einen Goldtransport der Canadian Gold überfallen, den Posten der Fahrer einnehmen und zur Niederlassung fahren. Dort rauben sie mit Rémis Unterstützung das Lager aus und verladen die Beute gerade in den Hubschrauber, als Camille noch eine frühere Mitarbeiterin, eine hochschwangere Indio, mitnehmen will. Während Canadian-Gold-Angestellte schon das Feuer auf den Hubschrauber eröffnen, wartet dieser noch auf Camille und die Indio-Frau, was zur Folge hat, dass sie wenig später im guayanischen Regenwald notlanden müssen.
Die fünf entscheiden, sich zu Fuß nach Brasilien durchzuschlagen. Jeder nimmt so viel Gold wie er tragen kann, den Rest vergraben sie, um es später abzuholen. Ihnen ist klar, dass ein Kopfgeld auf sie ausgesetzt ist und sie niemandem trauen können. Entkräftet gelangen sie an einen Fluss, der zur Grenze fließt, und beschließen, die Strömung zu nutzen, das Gepäck auf Flöße zu verladen und im Fluss weiterzukommen. Rémi, der nach einem Schlangenbiss erkrankt ist, wird zunehmend unberechenbar. Enzo droht zudem durch eine Augeninfektion zu erblinden.
Sie gelangen an eine Stelle, die Virgil bereits von früheren Versorgungsflügen kennt, die jedoch flussaufwärts liegt. Das Rätsel löst sich, als sie entdecken, dass der Fluss seine Flussrichtung mit den Gezeiten ändert, so dass sie in die falsche Richtung gelaufen sind und sich tatsächlich von der Grenze entfernt haben. Rémi tötet Georges in einem Fieberanfall und will mit einem Goldfloß fliehen, wird jedoch dabei von einem Killerkommando ermordet, das die Gruppe aufgespürt hat. Enzo, schon fast blind, kann einige erschießen, auch plötzlich auftauchende Indios helfen überraschend. Während des Kampfes gebiert die Indio ihr Baby. Enzo erschießt sich entkräftet an einem abgeschiedenen Platz. Virgil hat unterdessen auf einer unbewaldeten Anhöhe Empfang mit seinem Satellitentelefon und bietet einem Freund einen Anteil, wenn dieser ihm einen Hubschrauber schickt.
Als statt des rettenden Hubschraubers mehrere Militärmaschinen erscheinen, erkennt Virgil, dass er von seinem Freund verraten wurde. Er gesteht Camille, dass er sie immer geliebt hat, gibt ihr das GPS-Gerät mit den Koordinaten des vergrabenen Goldes und verabschiedet sich – er hat ohnehin eine lebensgefährliche Armverletzung und opfert sich nun, damit die zwei Frauen mit dem Baby entkommen können. Während die drei davoneilen, hören sie Maschinengewehrfeuer von einem der Militärhubschrauber. Sie treffen auf eine Indiogruppe, die sie aufnimmt, und sichern das Gold.

## Kritiken
„Abenteuerfilm, der an die große Tradition des französischen Genrekinos anknüpft und dank seines Hauptdarstellers überzeugend ist.“

„Solider Dschungelthriller, der an französische Klassiker wie ‚Lohn der Angst‘ anknüpfen möchte. Die Kulisse ist toll, aber der Rest bleibt eher blass. Fazit: Hier reicht es nur für die Silbermedaille.“

„Im Gegensatz zu Deutschland hat Frankreich seine stolze Tradition des Genrefilmes nie aufgegeben und schließt nun nahtlos an Klassiker wie Lohn der Angst an mit diesem spannenden und actiongeladenen Abenteuerthriller vor den beeindruckenden Kulissen des lateinamerikanischen Regenwaldes.“